# ヴァレリー・ドンゼッリ
ヴァレリー・ドンゼッリ（Valérie Donzelli、1973年3月2日 - ）は、フランスの映画監督、脚本家、女優である。

## 経歴
1973年3月2日、ヴォージュ県エピナルに生まれる。
パリ10区にあるコンセルヴァトワールに入学するが、近くのラデュレの売り子としてバイトを始める。そこで俳優志望のジェレミー・エルカイムと出逢い、暮らし始める。
1998年、短編映画に初出演。1999年はセバスチャン・リフシッツ監督のTV映画『Les Terres froides』に出演し、2000年には同監督のエルカイム主演作『Presque rien』にも顔を見せた。
2001年は『マルタ…、マルタ』の表題役を得て、映画主演デビュー。以来、アンヌ・フォンテーヌ、アラン・ギロディ、ブノワ・ジャコらの作品に次々出演。
2009年には『La Reine des pommes』で監督業にも進出し、2011年の『わたしたちの宣戦布告』では監督、脚本、主演を務めて、評判となり、数々の賞を受賞した。

## 主な映画
- マルタ…、マルタ（2001年） - 出演
- 待つ女（2006年） - 出演
- 彼女は愛を我慢できない（2009年） - 監督・脚本・出演
- ベルヴィル・トーキョー（2010年） - 出演
- わたしたちの宣戦布告（2011年） - 監督・脚本・出演
- SAINT LAURENT/サンローラン (2014年)　- 出演
- 禁断のエチュード マルグリットとジュリアン（2015年） - 監督・脚本